# 紅香溫泉
紅香溫泉位於臺灣南投縣仁愛鄉，該溫泉源自北港溪，又名紅葉溫泉，該溫泉名稱來自當地的賞楓紅楓景觀。

## 泉質
水溫60℃左右，酸鹼值約為pH7，屬於弱鹼性的碳酸泉。

## 特色
屬於野溪溫泉的紅香溫泉，位於北港溪上游。該地區除了設置免費的公共浴池外，最大特色是該地的紅楓景觀。